# Vărzăroaia, Argeș
Vărzăroaia este un sat în comuna Pietroșani din județul Argeș, Muntenia, România.
Satul Vărzăroaia este așezat între Gruiurile Argeșului și Muscelele Argeșului, pe malul drept al râului Doamnei, la 5km sud de localitatea Domnești (situată la jumătatea distanței între orașele Câmpulung Muscel și Curtea de Argeș).
În imediata vecinătate a satului Vărzăroaia, spre vest, se află dealul Goila, cu altitudinea de 682m. Spre sud se află satul Retevoiesti, în nord se află satul Pietroșani care dă si numele comunei, iar la est se află râul Doamnei. Satul este străbătut de trei drumuri comunale, care se intersectează la circa 1 km de șoseaua județeană ce leagă Pitești de Domnești.
Coordonate: 45°09'30"N, 24°50'40"E.

## Vezi și
- Biserica de lemn din Vărzăroaia

## Galerie de imagini

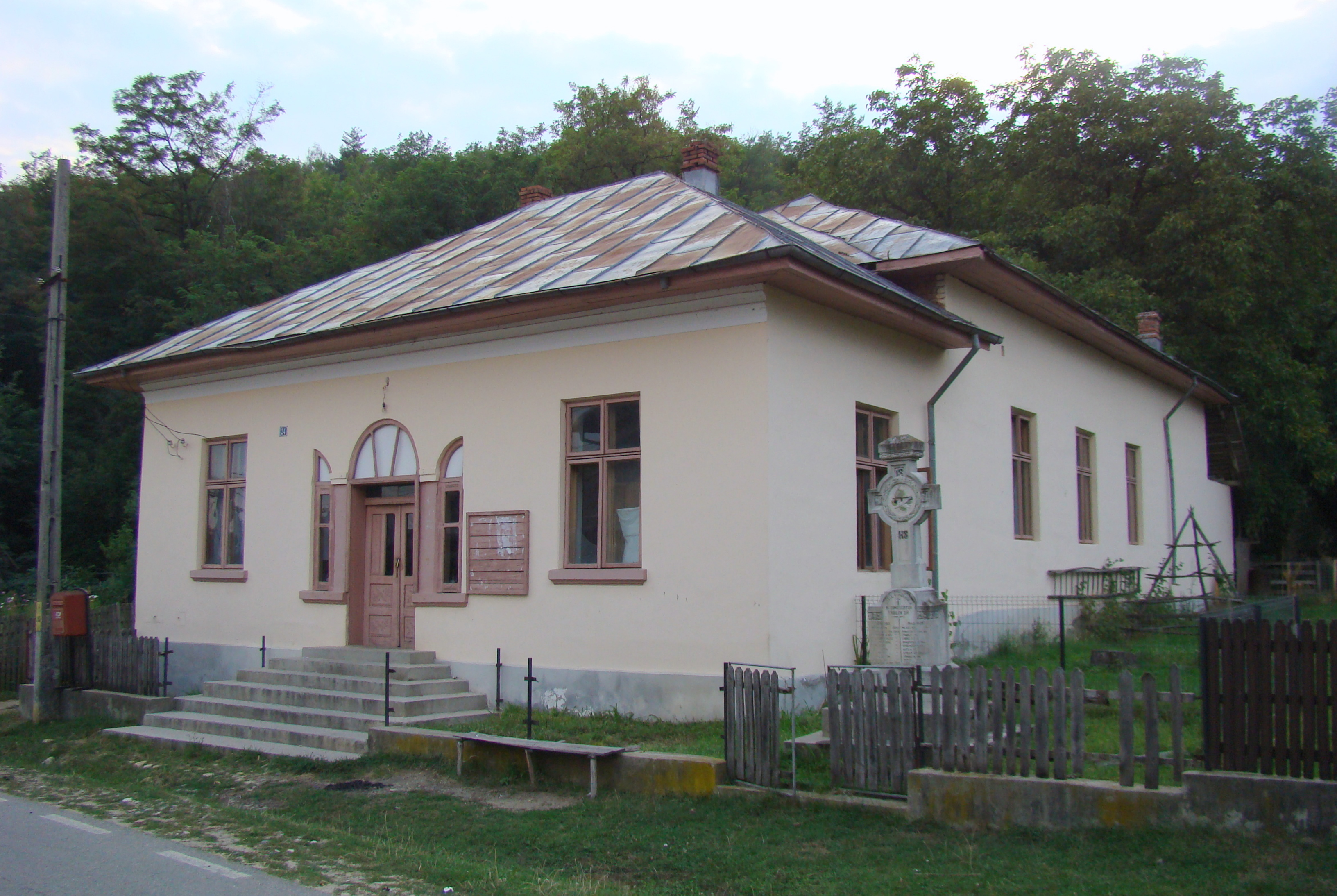
Căminul cultural
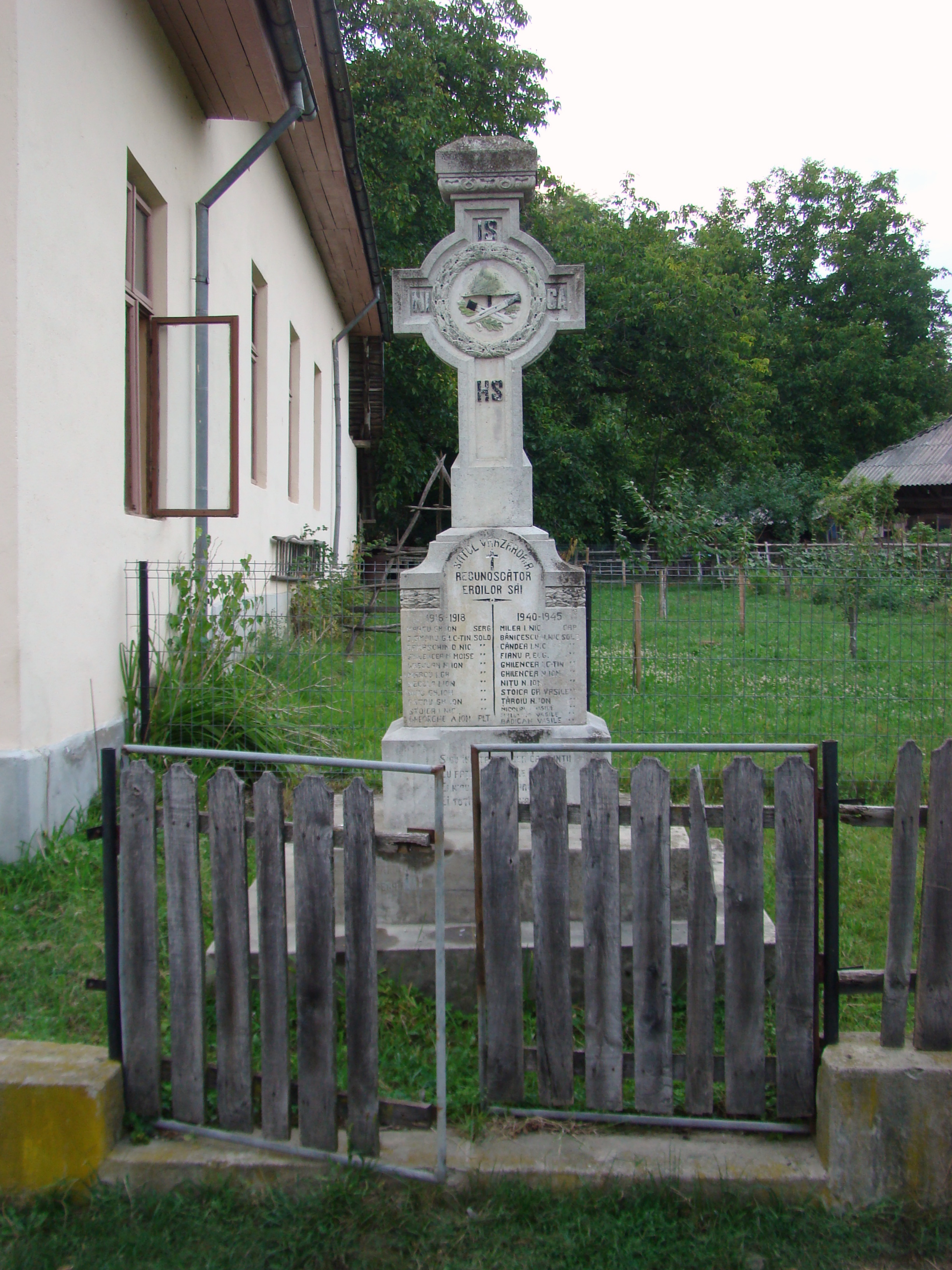
Monumentul Eroilor
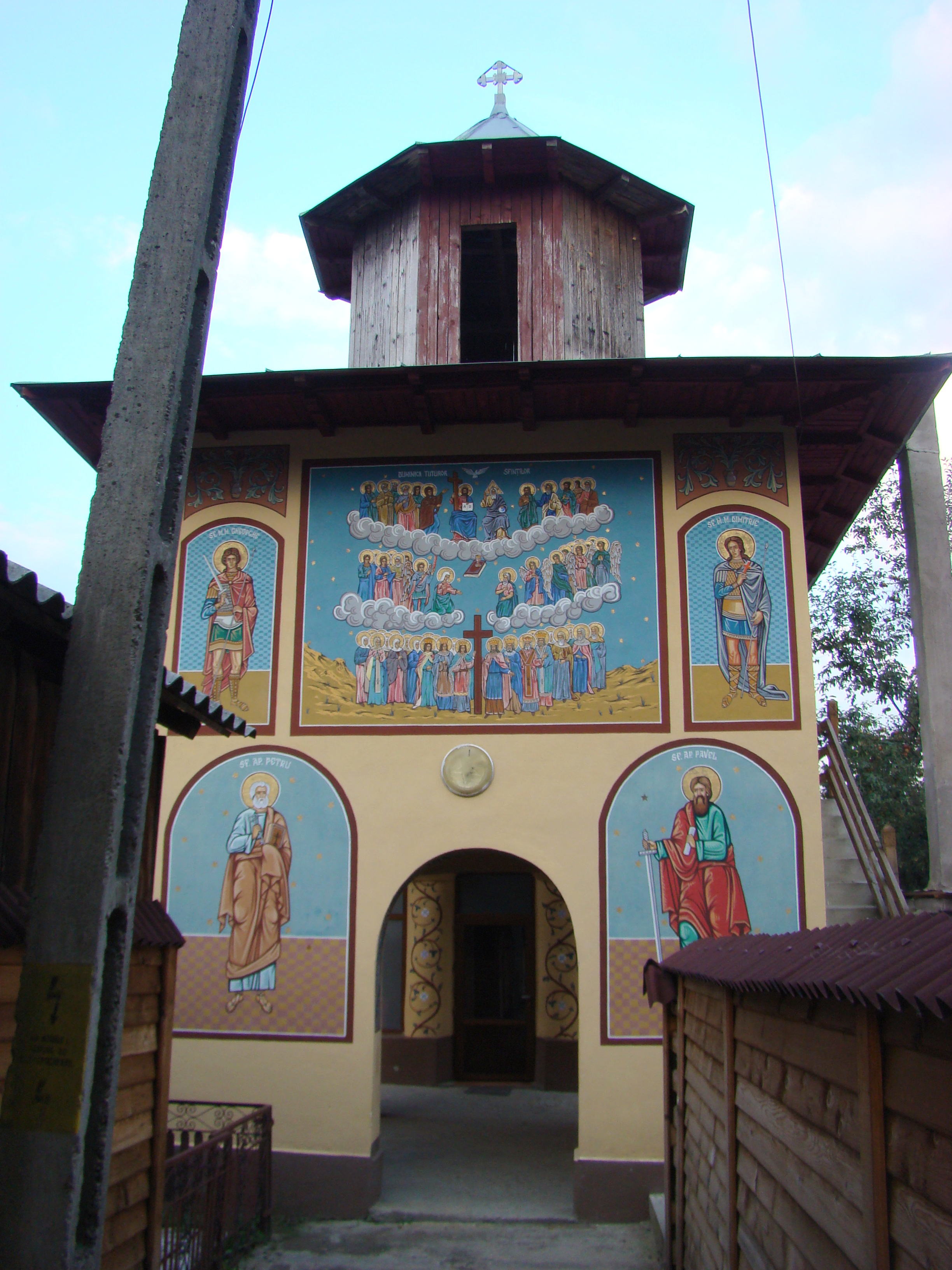
Biserica de lemn cu hramul „Duminica Tuturor Sfinților” (1888)
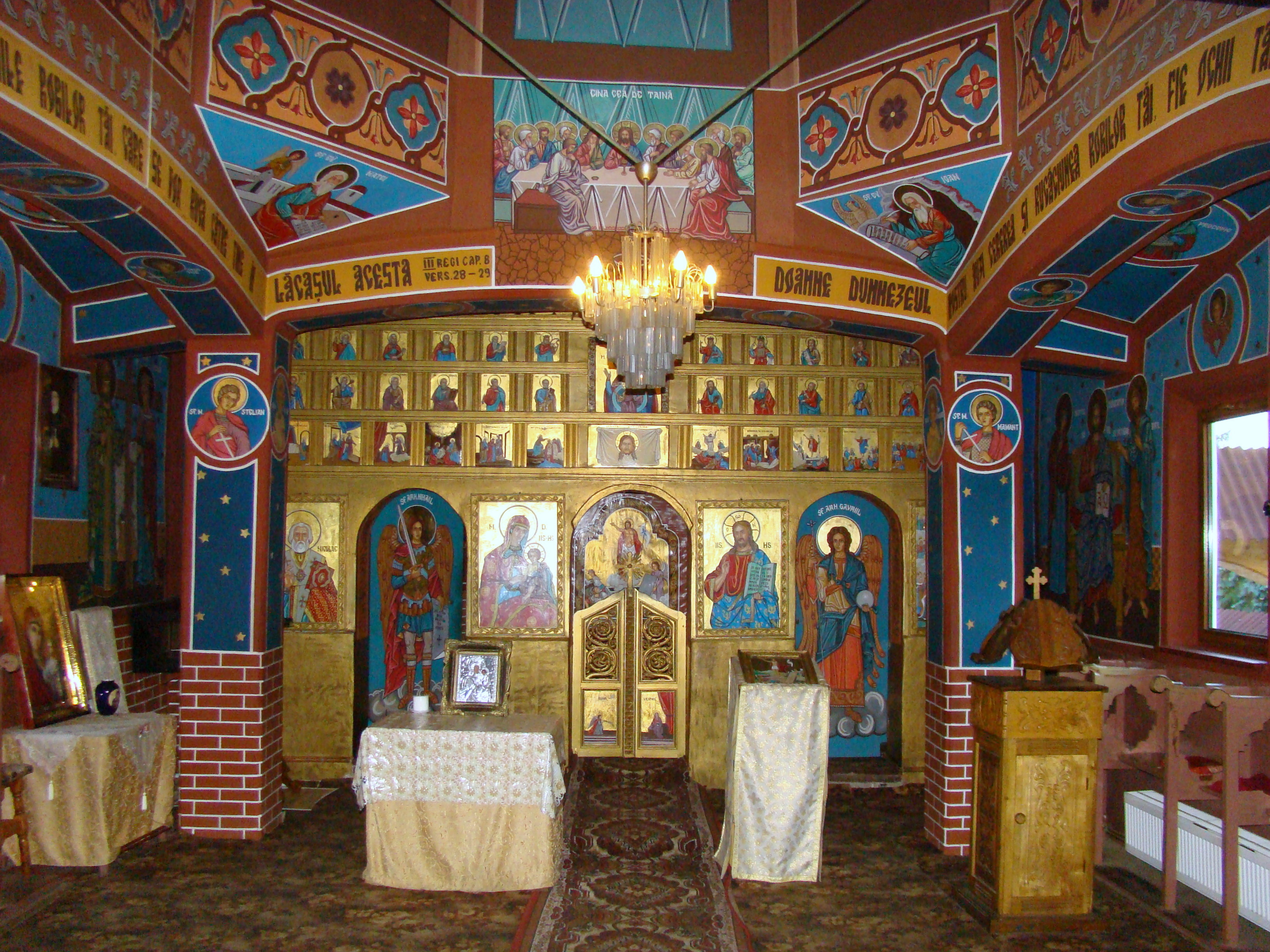
Biserica de lemn cu hramul „Duminica Tuturor Sfinților” (interiorul navei)